# Erigone rohtangensis
Erigone rohtangensis là một loài nhện trong họ Linyphiidae.
Loài này thuộc chi Erigone. Erigone rohtangensis được Benoy Krishna Tikader miêu tả năm 1981.